# アストンマーティン・ラピード
ラピード（Rapide ）は、イギリスの高級スポーツカーメーカー・アストンマーティンが2010年から2020年まで、製造・販売していた大型高級5ドアセダンである。

## 概要
2009年9月のフランクフルトモーターショーで発表され、2010年第1四半期に製造開始、第2四半期に販売開始される。2006年1月の北米国際オートショーにおいて先に公開されたコンセプトカー、ラピードコンセプトの市販版に相当し、本格的な開発は2007年6月に開始された。
エンジンの製造はドイツのケルンにあるアストンマーティンエンジン工場で行われるが、英国本社ゲイドン工場の生産能力不足のため、発売当初の最終組立は同社の提携企業であるマグナ・シュタイアのオーストリア・グラーツ工場で行われていた。ゲイドン工場の拡張により、2012年後半からはその他のスポーツカーモデルと同様、同工場での生産に変更された。
なお、車名の「Rapide」は、1961年から1964年まで製造された同社の4ドアセダンであるラゴンダ・ラピード (Lagonda Rapide) が由来となっている。

## メカニズム
DB9と基本的に共通となるオールアルミニウム製のV型12気筒5.9Lエンジンが搭載され、パドルシフト付のZF製6速AT「タッチトロニック2」が組み合わせられる。最高出力477 PS、最大トルク61.2 kgf·m。最高速度は296 km/h、0 - 100 km/h加速は5.2秒を記録している。
フロントミッドシップ、後輪駆動のトランスアクスルが採られており、他のアストンマーティンのモデルと同様にアルミニウム製のスペースフレームであるVHプラットフォームが採用される。それにより、前後重量配分は49:51を実現している。
サスペンション形式は前後ともダブルウィッシュボーン式であり、ショックアブソーバーのセッティングを路面状況に応じて変える「アダプティブダンピングシステム」が採用されている。タイヤにはフロント245/40R20、リア295/35R20のブリヂストン製POTENZA S001が装着される。

## デザイン
リアゲートを持つ5ドア車であるがキャビンは小さく、またピラード・ハードトップのクーペ風デザインがなされている。また、3代目V8ヴァンテージやDB9、DBSなどと共通のテーマを持たされており、アストンマーティンのアイデンティティが表現されている。4枚の前後ドアは縁石などへの干渉を防ぎ、車内へのアクセスをしやすくするために、14度上方に開くように設計された「スワンウイング」ドアが採用されている。
インテリアでは、独立4座のシートが採用されており、後部座席については左右独立での電動フォールディングが可能となっている。ナビゲーションシステムのほかに前席ヘッドレスト部分には液晶スクリーンがスタンダードモデルにはオプションで装備（Rapide Luxeでは標準装備）され、アストンマーティンとバング&オルフセンの共同開発となるオーディオシステムは標準で搭載される。